# Saudades de Pernambuco
Saudade de Pernambuco é o quarto álbum solo do cantor/compositor Alceu Valença, tendo sido gravado em 1977, mas lançado somente em 1979, durante seu auto exílio em Paris, na França. A causa de sua saída repentina do país foi a insatisfação com a Ditadura Militar, como contou em 2021 ao periódico EL PAÍS: 
"Fui embora porque estava com saco cheio de ditadura, cansado de ver amigos meus sendo torturados, inclusive amigos que sequer eram militantes políticos. Em Paris, eu estava confinado num apartamento e essa mesma situação se repetiu aqui: fiquei tocando violão e, de repente, uma música chamava outra."
O disco foi dado como perdido por décadas, até que em 1990, Alceu recebeu a ligação de um técnico de som da Rádio Transamérica lhe avisando que tinha encontrado as fitas originais do disco. Oito anos depois, já em 1998, o álbum foi lançado no encarte do hoje extinto Jornal da Tarde, de São Paulo, na sessão 'Sertanejo e Forró'. A vendagem chegou a marca de 45 mil cópias.
Em 2016 foi relançado remasterizado pela Deckdisc.

## Produção
O álbum, primeiramente lançado em LP, teve contribuição dos seguintes músicos: Paulo Rafael, na guitarra e viola, Fernando Falcão, na percussão, Passarinho, na bateria, Pajaro Canzini, no baixo e, finalmente, Zé da Flauta na flauta.